# Dieter Puchta

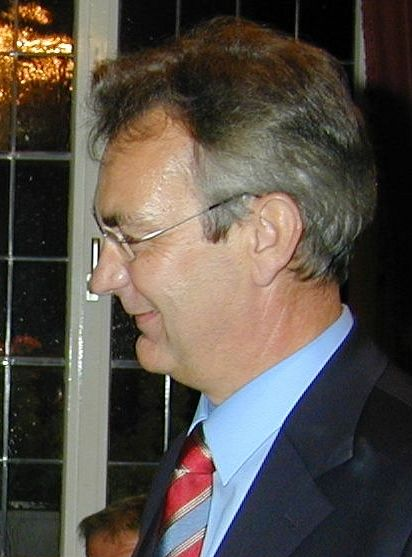
Dieter Puchta Porträt Oktober 2002

Dieter Puchta (* 1. August 1950 in Sulzburg) ist ein deutscher Unternehmensberater, Bankmanager, Hochschullehrer und Politiker (SPD).

## Ausbildung
Nach dem Abitur in Freiburg im Breisgau 1970 studierte Dieter Puchta Sozialwissenschaften, Jura, Psychologie sowie Wirtschafts- und Verwaltungswissenschaften an den Universitäten Freiburg und Konstanz. 1974 schloss er sein Studium als Diplomvolkswirt ab und promovierte anschließend bei Bruno Frey mit einer Dissertation über die Deutsche Bundesbank.

## Beruflicher Werdegang
Nach einer Tätigkeit in einer Steuerberatungs- und Wirtschaftsprüfungsgesellschaft in Freiburg wechselte er als Leiter eines Verlages in die Schweiz nach Zürich und war anschließend im beruflichen Schuldienst überwiegend in der Ausbildung von Bankkaufleuten und Maschinenbautechnikern tätig. Von 1980 bis 1988 war er Steuer- und Sozialreferent der Interessengemeinschaft der Grenzgänger.
1992 wurde er als Professor für allgemeine Betriebswirtschaftslehre an die Hochschule Konstanz Technik, Wirtschaft und Gestaltung berufen. Im Jahr 2000 wurde er Bereichsleiter für Wirtschaftsförderung bei der L-Bank Baden-Württemberg und 2002 rückte er in den Vorstand auf.
2003 wechselte er in den Vorstand der Landesbank Berlin, um unter der Führung von Hans-Jörg Vetter an der zunächst gescheiterten Sanierung der Bankgesellschaft Berlin AG mitzuwirken. Deren Rettung erfolgte durch eine zweite, nicht genehmigte und nicht genehmigungsfähige Beihilfe aus dem Vermögen der landeseigenen Investitionsbank Berlin, die aus der Landesbank Berlin mit Wirkung vom 1. Januar 2004 abgespaltet wurde. Nachdem er 1,1 Milliarden Euro aus dem Eigenkapital (Zweckrücklage) zur Rettung der Bankgesellschaft zur Verfügung gestellt und Personal aus dem Konzern übernommen hatte, war er 2004 bis 2009 Vorstandsvorsitzender der IBB.
Im Oktober 2009 trat er als Gesellschafter in eine strategische Unternehmensberatungsgesellschaft ein. Seit dem 10. Mai 2023 ist er Aufsichtsratsvorsitzender der ecoSWITCH AG.

## Politik
1970 trat Puchta der SPD bei. 1984 wurde er in den Kreistag des Landkreises Waldshut und den Gemeinderat von Jestetten gewählt. Dort war er bis 1992 auch Fraktionsvorsitzender. Von 1987 bis 2001 war er Vorsitzender im SPD-Kreisverband Waldshut. 1988 wurde er in den Landtag von Baden-Württemberg gewählt, dem er bis 2002 angehörte. Bei der OB-Wahl in Lörrach unterlag er gegen Frau Gudrun Heute-Bluhm im 2. Wahlgang.
Puchta war finanzpolitischer Sprecher der SPD-Fraktion und von 1992 bis 2000 Vorsitzender des Finanzausschusses im Landtag von Baden-Württemberg. In Puchtas Abgeordnetenmandat rückte am 14. August 2002 Alfred Winkler nach.

## Veröffentlichungen (Auswahl)
- Kreative Industrien – Eine Analyse von Schlüsselindustrien am Beispiel Berlins (2009, mit F. Schneider, S. Haigner, F. Wakolbinger und S. Jenewein)
- Kreative gründen anders – Existenzgründungen in der Kulturwirtschaft (2009, Hrsg. mit H. Grüner, H. Kleine, K.-P. Schulze)
- Deutschland 20 Jahre nach dem Mauerfall – Rückblick und Ausblick (2009, Hrsg. mit F. Keuper)
- Strategisches Management in Förderbanken (2008, Hrsg. mit F. Keuper)
- Die strategische Neuausrichtung der Investitionsbank Berlin. Von einer behördlich geprägten Anstalt zur kunden- und leistungsorientierten *Landesförderbank (mit S. Röder, in: OrganisationsEntwicklung, Ausgabe 1)
- Wohnungsbau und Wirtschaftsförderung – Deutsche Geschichte am Beispiel der Investitionsbank Berlin (2008, Hrsg. mit V. Koop)
- Berliner Standortbedingungen im Wandel – von der zuschussbasierten zur revolvierenden Förderung (2008, in: Zeitschrift für das gesamte Kreditwesen, 61. Jg.)
- Berlin Economic Simulation Tool-BEST, A Regional Macroeconometric Model (2006, mit F. Schneider, A. Kollmann, R. Tichler, J. Reichl)
- Inflation und Deutsche Bundesbank (1981, Dissertation)